# Carl Wirth (Politiker, 1813)
Carl Ludwig Wirth (* 18. März 1813 in Mergentheim; † 13. April 1877 in Darmstadt) war ein hessischer Richter und Politiker und Abgeordneter der 2. Kammer der Landstände des Großherzogtums Hessen.
Carl Wirth war der Sohn des Rechnungsrates Franz Carl Wirth und dessen Ehefrau Henriette Antoinette, geborene Naab. Wirth, der katholischen Glaubens war, heiratete Katharina Helene geborene Fischer (1815–1893).
Carl Wirth studierte ab 1832 Rechtswissenschaften. Während seines Studiums wurde er 1832 Mitglied der Alten Gießener Burschenschaft Germania und dann des Corps Hassia Gießen. Er wurde 1843 Assessor mit Stimme am Landgericht Höchst. 1850 wechselte er in gleicher Funktion an das Landgericht Langen, wo er 1856 Landrichter wurde. 1865 wurde er Direktor des Bezirks-Strafgerichts Darmstadt. 1870 bis 1876 war er Spezialdirektor der Feuerversicherungsgesellschaft Deutscher Phönix.
Von 1866 bis 1872 gehörte er der Zweiten Kammer der Landstände an. Er wurde für den Wahlbezirk Starkenburg 3/Langen gewählt. Er vertrat klerikal-konservative Positionen.